# Rue Nicole-Reine-Lepaute
La rue Nicole-Reine-Lepaute est une voie du 13e arrondissement de Paris, en France.

## Situation et accès
La rue Nicole-Reine-Lepaute débute rue Albert-Einstein et se termine avenue de France. Elle est desservie par la ligne de métro 14 à la station Bibliothèque François-Mitterrand, ainsi que par la ligne C du RER et la SNCF (gare de la Bibliothèque François-Mitterrand) et par la ligne de tramway T3a (station Avenue de France).

## Origine du nom
Elle a été nommée en l'honneur de Nicole-Reine Lepaute (1723-1788), astronome, assistante d'Alexis Clairaut et de Jérôme Lalande.

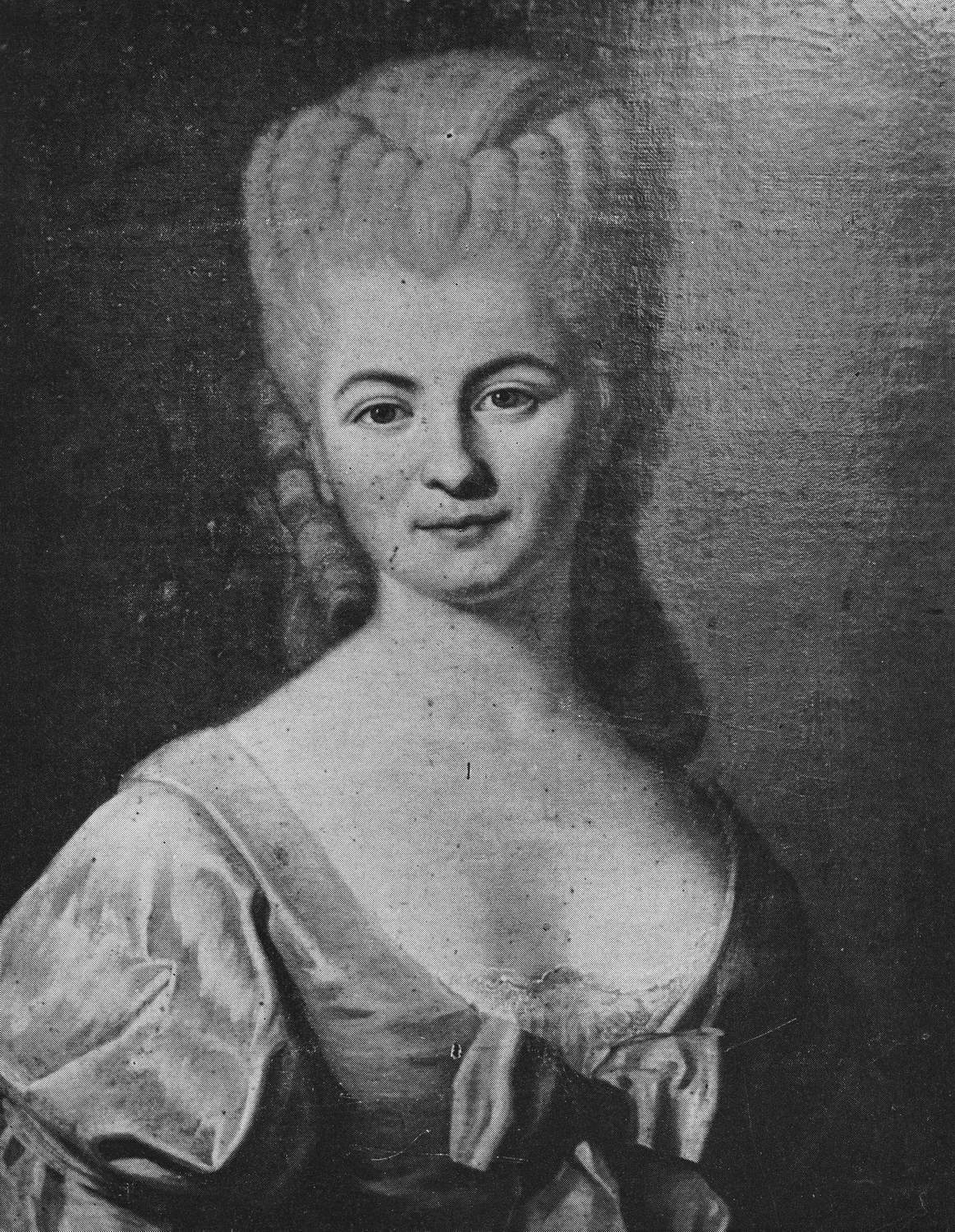
Portrait de Nicole-Reine Lepaute.
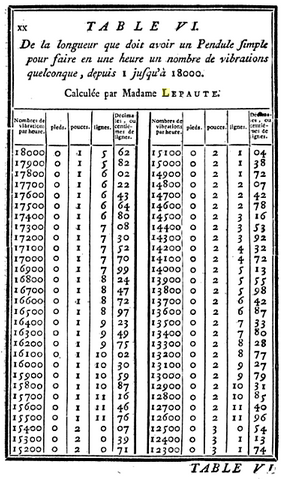
Table calculée par Madame Lepaute.

## Historique
Cette voie est créée dans le cadre de l'aménagement de la ZAC Paris-Rive-Gauche sous le nom provisoire de « voie FB/13 », et prend sa dénomination actuelle le 18 janvier 2007.